# Hietaniemi distrikt
Hietaniemi distrikt är ett distrikt i Övertorneå kommun och Norrbottens län. Distriktet ligger omkring Hedenäset i östra Norrbotten och gränsar till Finland. 

## Tidigare administrativ tillhörighet
Distriktet inrättades 2016 och utgörs av Hietaniemi socken i Övertorneå kommun.
Området motsvarar den omfattning Hietaniemi församling hade 1999/2000.

## Tätorter och småorter
I Hietaniemi distrikt finns en tätort men inga småorter.

### Tätorter
- Hedenäset